# Piaranthus punctatus
Piaranthus punctatus är en oleanderväxtart som först beskrevs av Mass., och fick sitt nu gällande namn av Robert Brown. Piaranthus punctatus ingår i släktet Piaranthus och familjen oleanderväxter. Utöver nominatformen finns också underarten P. p. framesii.